# Zelopsis nothofagi
Zelopsis nothofagi är en insektsart som beskrevs av Evans 1966. Zelopsis nothofagi ingår i släktet Zelopsis och familjen dvärgstritar. Inga underarter finns listade i Catalogue of Life.